# A-do-Barbas
A aldeia de A-do-Barbas situa-se na freguesia de Maceira, município de Leiria. 
A génese do nome baseia-se no facto de ter existido na localidade em questão, uma quinta da família dos Barbas Alardos que foram alcaides de Leiria até ao reinado de Afonso V e novamente no de D. João IV até à implantação do regime liberal (1820).
O costume popular de suprimir palavras, dizendo por exemplo, vai à do Barbas, evoluiu na supressão definitiva, gerando a actual designação. 
A aldeia gravita em redor da Capela de S. Tiago, padroeiro da localidade e em cuja honra se celebram as festividades anuais, muito afamadas na região.
Com uma forte tradição local, o rancho folclórico "As Pinhoeiras", é um dos ex-libris culturais da aldeia.

## História
Não se conhecem vestígios pré-históricos encontrados no lugar de A-do-Barbas ou seus arredores, mas não é inverosímil que alguma vez se venham a encontrar especialmente na zona da Tufeira.
Entre as cinco ou seis inscrições funerárias romanas encontradas na freguesia de Maceira, uma delas, dos primeiros séculos da era cristã, foi descoberta no lugar de A-do-Barbas em Setembro de 1898, por José Barreiros Calado, do Juncal, e por ele adquirida e levada para sua casa, onde ainda se encontra, na posse dos herdeiros.
Está escrita em latim num bloco de mármore, mutilado na parte superior. Pode reconstituir-se quase totalmente. Estava na sepultura de um jovem e dizia: "Consagrado aos Deuses Manes de Valério Máximo, da Quirina, 
natural de Collipo, que morreu com 20 anos. Sua mãe, Flávia Máxima, mandou levantar este monumento à memória de seu filho".
Não há certeza absoluta de que a inscrição encontrada no lugar original, isto é, que o jovem Valério e sua mãe fossem naturais e residentes no lugar 
que hoje se chama A-do-Barbas. Mas a tradição do achado de moedas e até cadáveres no sítio do Joo leva a crer que esse sítio fizesse parte de um
"vicius", isto é, de uma aldeia pertencente ao município de Collipo, uma cidade romana que tinha o seu assento no monte de S. Sebastião do Freixo, na freguesia da Batalha, a sete quilómetros e meio da actual 
cidade de Leiria, e pertencia ao convento escalabitano, uma das três 
divisões administrativas da Lusitânia.
 Desde a época romana até aos 
inícios da nacionalidade Portuguesa, nada mais sabemos sobre 
A-do-Barbas, o que não significa que não continuasse a ser povoada.
O primeiro documento escrito que conhecemos referente à área que veio a 
ser a da primitiva paróquia de Maceira, diz respeito à Melvoa: é a carta da doação de Alcobaça e seu couto ao mosteiro de Claraval, pelo rei D. Afonso Henriques, data de 8 de Abril de 1153, cujo limite norte, a confinar com o termo de Leiria, passava pelo rio de Cós e pela Mélvoa e pela mata de Pataias ("transit per Meluam ad ipsam matam de Pataias"), e em direcção ao mar. Não repugna pensar que estando tão próximo da Mélvoa, este sítio já fosse novamente habitado, nós séculos XII e XIII e que navia de comunicação, que ligava Alcobaça a Leiria ja passasse por A-do-Barbas, nesses séculos, o que significa que por esse lugar deveriam
passar os viandantes e peregrinos que do sul se dirigiam às localidades do norte de Portugal e até Santiago de Compostela.
Pode-se, por tanto pensar que o próprio Santo António de Lisboa, que segundo a tradição passou por Alpedriz, vindo de Coimbra, poderia ter transitado também por A-do-Barbas.
O Mosteiro de Alcobaça possuía algumas propriedades em "A de Barbas, cerca de Melva", registadas num tombo do ano de 1433, uma das quais se situava no Barreirinho, entestando na 
Lameira do Bernaldo, e a outra no mesmo sítio, com as suas confrontações. Nesse ano trazia-as arrendadas um Pedro Eanes, enquanto fosse mercê de Dom Abade, e pagava ao mosteiro um terço dos frutos.
Também a coroa real foi tomando posse de outros bens, como por exemplo de uma sesmaria de mato maninho, na Ervedeira, limite "das Barbas", que 
fora entregue a um Pero Gonçalves, morador no mesmo lugar, e que ele não aproveitara e, por isso, foi concedida, a 20 de Fevereiro de 1516, a um Simão Rodrigues Dantas, escudeiro de Leiria. Esse mato maninho tinha estas confrontações: "vai dos Pardieiros pelo caminho até onde uiva o chão e daí vai pelo dito caminho até ao Porto das Vacas e volve pela água abaixo ao Porto do Bernaldo e assim volve por caminho ao forno do pez e daí torna aos ditos Pardieiros".
Em 1517, D. Manuel I, em nome do seu filho, cardeal D. Afonso. "passou certos mandados (...) pelos quais ordenou e mandou que na ermida de Santa Maria de Maceira, termo da
dita vila (de Leiria), e por estar mais de légua dela e da Igreja de S.Estêvão da dita vila em cuja paróquia a dita igreja de Maceira está se pusesse pia de batizar e se dissesse missa aos domingos e festas por capelão."
Entre os lugares que a igreja de Santa Maria de Maceira começou a servir naqueles anos de 1517 e 1524, mencionavam-se os Pisões e A-do-Barbas e a Mélvoa.
Três anos depois, em Setembro de 1527, num recenseamento populacional do reino, a Aldeia de Barbas registava 9 fogos e a da Mélvoa 12.
No mesmo mês e ano, reuniu-se a maior parte dos chefes de famílias do Concelho de Leiria, numa quinta das freiras de
Santana, para o estabelecimento do pagamento das sisas, e entre eles estava, pelo menos, um de A-do-Barbas chamado Pedro Anes.
Com a criação da diocese de Leiria, em 1545, a paróquia de Maceira foi 
crescendo, como se pode advertir pela multiplicação de lugares de culto,
uns feitos e dotados por pessoas particulares, outros "mandados fazer 
em visitação, para administração dos ditos lugares são obrigados à fábrica delas", conforme diz o "Couseiro" ou "Memórias do Bispado de Leiria", manuscrito redigido cerca do ano de 1657(cap.83)
A ermida de S.Tiago de A-do-Barbas é ai mencionada, pela primeira vez, sem se referir a data da fundação: "No lugar da do Barbas outra (ermida), da invocação de São Tiago; imagem de vulto".
Pela sua dedicação a S. Tiago, a ermida pode ter sido fundada por peregrinos vindos de Santiago de Compostela, vindos de Alcobaça ou da Nazaré, ou pelos moradores do lugar, levados pela circunstância da passagem frequente dos peregrinos. É uma conjuntura, não alicerçada, porém em qualquer fundamento documental.
Outra hipótese: Alguns autores referem que o nome do lugar deriva dos Barbas Alardos, família de fidalgos, que chegaram a ser alcaides do castelo de Leiria e que tinham naquele lugar alguma propriedade: "A (propriedade) do Barbas".
 Pois bem: esses fidalgos 
habitaram a Quinta de Nossa Senhora do Amparo, com palácio de capela 
fundada em 1564 por Gaspar Correia e sua mulher Inês de Évora ("Couseiro" cap.27) que fica na antiga e actual paróquia de S.Tiago, na 
encosta entre a cidade de Leiria e os Marrazes (esta quinta é hoje a 
Escola de Formação Social Rural). Foram esses mesmos fidalgos que 
juntamente com o pároco S. Tiago, empreenderam a construção da nova 
igreja paroquial, um pouco mais acima, no ano de 1829.
 Talvez que 
esta circunstância, ligada à passagem do peregrinos por A-do-Barbas e 
pela igreja de S. Tiago de Leiria, tenha levado os Barbas Alardos do séc XII ou já antes, a edificar também a ermida deste lugar.
Entretanto, nos finais do séc XII ou princípios do XIII, a paróquia de Maceira foi reduzida de uma parte do seu território inicial, e transferindo-se para a paróquia de Pataias, os lugares da Mélvoa, com a respectiva capela de S.Maria Madalena, Pisões, Moita, com a respectiva capela de S. Silvestre, e talvez Martingança.
Nas "Notícias enviadas à Academia Real", em 1721, o lugar de "A de Barbas" tinha 32 fogos. Nesse mesmo ano, o Padre Luis Vieira de Sousa então pároco da Freguesia de Maceira, dizia havia uma ermida "de S. Tiago no lugar da Debarbas, 
que a fabrica a povoação do lugar; fica para o lado poente; não há memória de quando foi feita por ser antiga"
Em 1733, houve uma visita pastoral à referenciada Maceira, feita pelo Cónego José Velho de Miranda, em nome do bispo de Leiria, D. Álvaro de Abranches. Visitou também a ermida, a que dá o nome talvez por erro, de S.Batolomeu, do lugar da de Barbas, dizendo o seguinte; "achei que necessitava de um frontal, toalhas para o altar, corporais, um véu para o cálice e sanuinhos; mando que os moradores do dito lugar dentro de um mês façam um frontal de madeira, pintado de uma banda de vermelho e da outra de branco e três toalhas, uma mesa de corporais e quatro sanguinhos e duas toalhas para o lavatório, o que fará no dito tempo sob pena de duzentos reis cada um dos ditos moradores que aplico para a mesma ermida!".
O pároco de 1758, Pedro António Rodrigues Pires, nada mais acrescenta sobre a capela do lugar de A-do-Barbas a que chama novamente S. Tiago, dizendo-se que pertencia ao povo do Lugar.
D. Frei Miguel de Bulhães, bispo de Leiria, no decorrer de outra visita pastoral , em 1767, visitou também a capela de A-do-Barbas, ordenando: "Que os moradores do lugar de DEbarbas, aos quais pertence a administração da 
Capela de S.Tiago, sita no dito lugar, cuidem logo em reparar as ruinas 
que está ameaçando a dita capela, provendo-a de uma bolsa de corporais 
branca, de um véu do cálice branco e um frontal, de que muito necesita".
Na verga da porta da antiga sacristia, havia a data de 1769, que devia 
ser a data da reconstrução mandada executar dois anos antes. Essa data juntamente com a de 197 foi posta numa placa nova, na sala de entrada actual para a sacristia.
O Cónego José Pereira da Costa escreveu uma Memória sobre a igreja Paroquial de Maceira, em 1900, na qual escreve 
também sobre as capelas da freguesia, dizendo o seguinte da de A-do-Barbas: "Não se sabe quando foi erecta. Como fosse muito acanhada e sem condições algumas de asseio e imprópria para ali se celebrar os Augustos Mistérios da nossa divina religião, bem convencido do brio, união e até mesmo das forças daquele bom povo, instei e consegui que em 1886 se arrasasse a antiga e se construisse a que agora se vê pela sua elegância, vastidão, solidez e bem acabado, faz na verdade a honra 
daquele povoado cheio de fé e piedade. Conheço muitas matrizes que ficam
a perder de vista e são de inferioridade bem notória a par daquele elegante templo. Nesta obra que foi rápida pois se levantou dentro de um
ano, gastaram-se cerca de 500$000 reis. Presentemente (1900) projectam-se uns melhoramentos que se se realizarem, como creio ficará não só a primeira capela da freguesia mas de todo o concelho.